# Школа ім. Лесі Українки (Мельбурн)
Шко́ла ім. Ле́сі Украї́нки, також відома як Украї́нська Шко́ла в Нобл Па́рку, Мельбурн (англ. Ukrainian Community School in Noble Park, Melbourne) — суботня школа, яка спеціалізується на вивченні української мови, літератури, історії, географії і культури. Заснована у 1954 році.

## Історія
Школа була заснована Григорієм Дацковим у 1954 році. Першою вчителькою працювала Тетяна Сліпецька, яка в майбутньому стала директором школи. Спочатку школу відвідували 8 учнів. Перші заняття відбувалися безпосередньо у невеликому будиночку родини Сліпецьких.
В 1960 році було отримано дозвіл на користування приміщенням католицької школи в Нобл Парку з оплатою 100 фунтів на рік. На цей час уже налічувалося 43 учні. Більшість учнів походило із сімей, які у роки Другої Світової Війни були відправлені на примусові роботи до Німеччини, а після капітуляції Третього Рейху, побоюючись сталінських репресій в СРСР, перебралися до Австралії.
У 1962 році у Нобл Парку було організоване відділення Об'єднання Українців. Через рік українська громада придбала 20 соток землі, було розпочате будівництво будинку Народного Дому. Керував будівництвом Мирослав Сліпецький, чоловік Тетяни Сліпецької. Всі роботи по будівництву виконували волонтери української громади на безоплатних засадах.
7 лютого 1969 школа перебралася до збудованого будинку Народного Дому української громади, який займає по сьогодні.
У зв'язку зі збільшенням кількості учнів до 100 чоловік у 1982 приміщення школи було розширено, зокрема було збудоване приміщення клубу.

## Навчальний курс

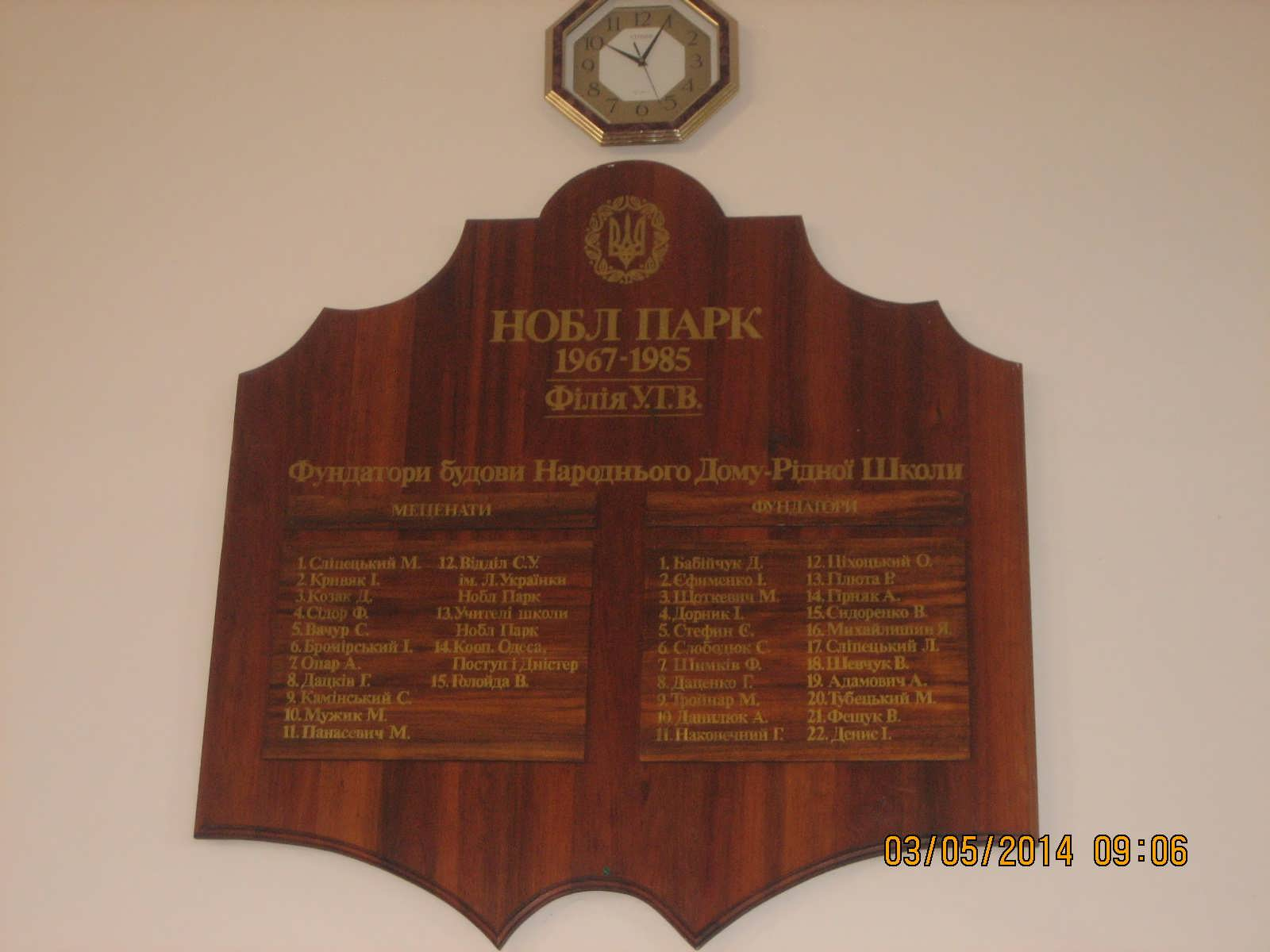
Дошка з іменами фундаторів школи

Школа проводить навчання для учнів усіх вікових груп. Для дітей дошкільного віку працює дитячий садок.
Школа акредитована урядом штату Вікторія для проведення викладання української мови, як іноземної, згідно Вікторіанського Сертифікату Освіти (англ. Victorian Certificate of Education). Бали отримані на тестах з української мови враховуються у конкурсі для вступу до університетів Австралії.
Крім вивчення української мови, літератури, історії, географії і культури в школі проводиться факультативне викладання Слова Божого православними і греко-католицькими священиками.
Навчання проходять по суботам з 9:00 до 13:45. Навчальні чверті відповідають таким у загальноосвітніх школах штату Вікторія.
Після закінчення школи можна продовжити вивчення української мови на однойменній кафедрі університету Монаша.

## Стипендії
Власники компанії «MIMIVIC GROUP» Марія і Віктор Рудевичі за сприяння  університету Монаша найкращим учням школи надають стипендію в розмірі від 100 до 2500 доларів в залежності від віку і успіхів у навчанні.

## Розташування
Школа знаходиться в районі-передмісті Великого Мельбурну Нобл Парк (англ. Noble Park, укр. Шляхетний Парк), муніципалітету Великий Данденонг (англ. Greater Dandenong). В 30 хвилинах їзди автомобільними шляхами від центра Мельбурна та 7 хвилинах від центра Данденонга
Неподалік школи знаходитися станція електропотягів мельбурнського метро (англ. Metro Trains Melbourne) Нобл Парк.

## Персоналії
- Грушецький Неван Нікандер — учитель школи, поет-гуморист, драматург, громадський діяч;
- Боженна Коваленко (Олена Рябченко) — вчителька школи, письменниця, журналістка, поетеса, педагог, громадська діячка.[7]